# Шанхайська астрономічна обсерваторія
Шанхайська астрономічна обсерваторія (кит.: 中国科学院上海天文台, англ. Shanghai Astronomical Observatory, SHAO) — астрономічна дослідницька установа Китайської академії наук, яка була створена у 1962 році шляхом об'єднання Шешанської та Сюцзяхвейської обсерваторій.

## Історія
Ще в 1865 році священик-єзуїт Анрі Ле Лек, відомий серед китайців як Ліу Деяо (刘德耀, 1832—1882), вчитель природничої історії в жіночій школі нинішнього монастиря Богоматері в Сюйцзяхвеї, виконував спостереження погоди п'ять разів на день за допомогою приладів, привезених із Франції. У серпні 1872 року Адрієн-Іполит Лангілат або Лан Хуайрен (郎怀仁, 1808—1878), титулярний єпископ Апостольського вікаріату Кіаннань, схвалив будівництво метеорологічної обсерваторії в Шанхаї (перше запропоноване місце в Нанкіні виявилося непридатним). Астрономічні та метеорологічні спостереження почалися 1 грудня 1872 року, спочатку з платформи на східній стороні теперішнього собору Святого Ігнатія. У лютому 1873 року розпочалося будівництво спеціальної будівлі на вулиці Пусі, 221, яка була завершена та введена в експлуатацію в липні 1873 року. З 1874 року публікувалися щомісячні звіти про погоду.
У листопаді 1873 року отець Маркус Дешевренс або Нен Енсі (能恩斯, 1845—1923), який навчався вимірюванню магнітного поля Землі в метеорологічній обсерваторії Єзуїтського коледжу Стонігерст у Ланкаширі й проводив там щомісячні геомагнітні вимірювання, відправився в Шанхай з метою встановити магнітну вимірювальну станцію в обсерваторії Сюйцзяхвей. 29 листопада 1873 року Дешевренс прибув до Шанхаю, і в 1874 році він почав проводити прості спостереження магнітного поля Землі за допомогою інструментів, надісланих зі Стонігерста отцем Стівеном Джозефом Перрі (1833—1889). Це була перша в Китаї станція вимірювання магнітного поля Землі. У 1876 році Дешевренс прийняв керівництво обсерваторією від отця Августина Коломбеля або Гао Лонгпана (高龙鞶, 1833—1905), який керував обсерваторією до того часу.

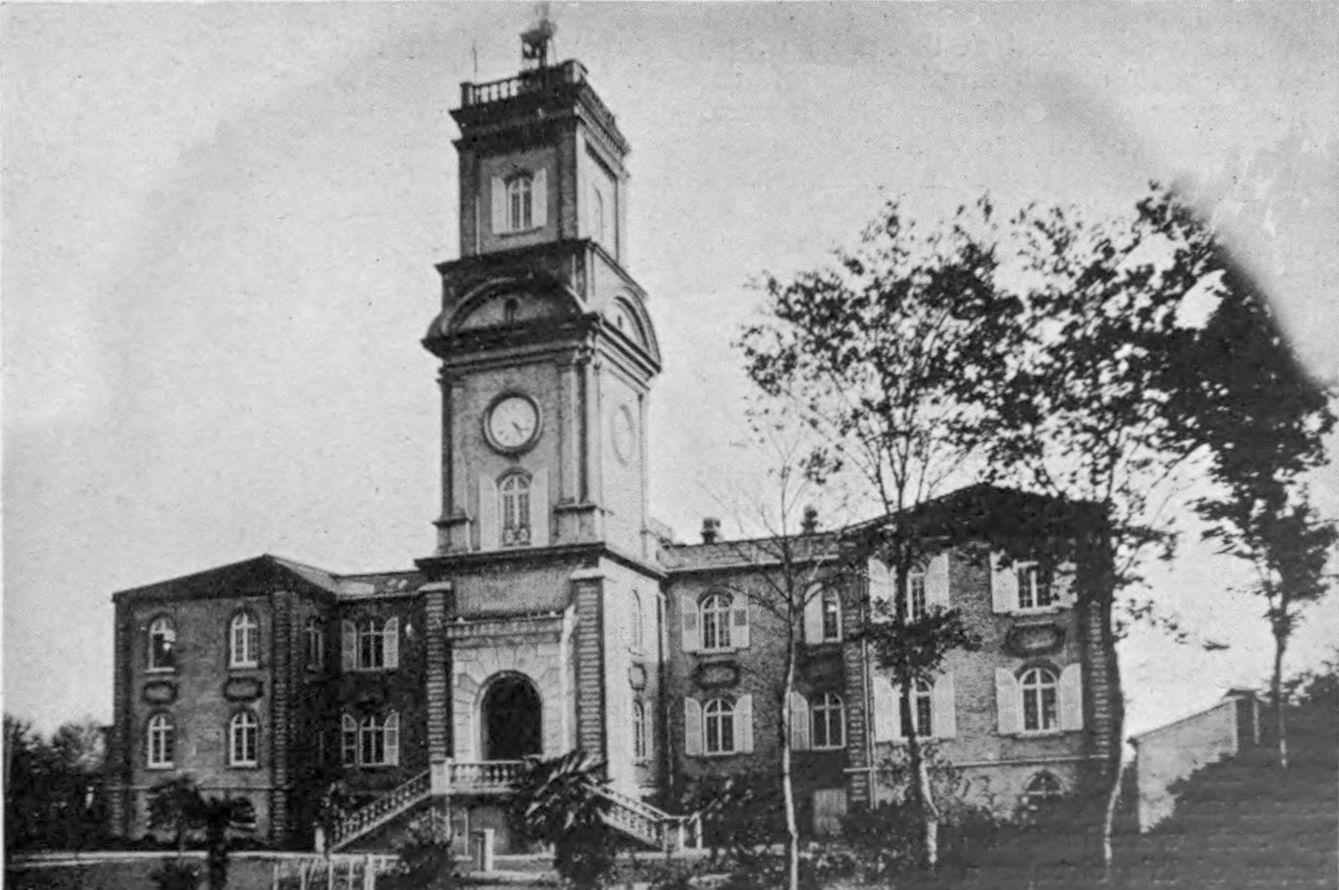
Будівля обсерваторії за адресою вулиця Пусі, 166

У наступні роки почалися сейсмологічні дослідження, а з 1884 року — визначення точного зоряного часу за допомогою астрономічних спостережень. Для цілей судноплавства точний час спочатку оголошували щопонеділка та щоп'ятниці опівдні сигнальною гарматою, а потім, щоб усунути затримку, спричинену швидкістю звуку, електричною часокулею в гавані. Щоб віддати належне розширеному колу завдань, у 1900 році була побудована нова будівля, за сто метрів на захід від старої обсерваторії, на вулиці Пусі, 166. Будівля була готова 1 січня 1901 року. Оскільки Чжан Чжідун, губернатор Хунані й Хубею, разом з чотирма іншими губернаторами провінцій відмовилися виконувати наказ вдови-імператриці Цисі про боротьбу з іноземцями від 21 червня 1900 року, тримав його в таємниці від населення і натомість досяг домовленостей про припинення вогню з окупаційними силами в Шанхаї, територія залишилася недоторканою боксерським повстанням.
У 1894 році отець Станіслас Шевальє або Цай Шанжи (蔡尚质, 1852—1930), директор обсерваторії з 1888 року, вирішив побудувати власну астрономічну обсерваторію. Завдяки пожертвам британських і французьких судноплавних компаній, іноземних філій у Шанхаї та католицької церкви він зміг замовити в Парижі телескоп-рефрактор із діаметром об'єктива 40 см і фокусною відстанню 7 м, а також відповідний сталевий купол. Оскільки ґрунт у сучасному районі Сюйхой м'який і болотистий і не міг витримати споруду, яка важить понад 3 тонни, було вирішено побудувати обсерваторію на скелястому пагорбі Шешань приблизно в 30 км на захід від міста, де єзуїти вже володіли землею, на якій стояла церква-попередниця сучасної Шешанської базиліки. У 1899 році основні будівлі були завершені, а в 1901 році був встановлений телескоп зі сталевим куполом, а також меридіанний круг. Станіслас Шевальє став керівником Шешанської обсерваторієї, найбільшої на той час обсерваторії в Східній Азії, й обіймав цю посаду до 1925 року. Отець Луїс Марі Фрок, також відомий як Алоїзіус Фрос або Лао Цзісюнь (劳积勋, 1859—1932), очолював метеорологічну обсерваторію в Сюйцзяхвеї з 1897 року.
У 1902 році окупаційні війська відкрили трамвайну лінію до Сюйцзяхвея. Рух електричного трамваю порушив роботу приладів для вимірювання магнітного поля Землі. Отець Джозеф де Муадре або Ма Делай (马德赉, 1858—1936), голова геомагнітного відділу, неодноразово протестував перед іноземною адміністрацією, доки вона не визнала проблему в 1906 році та не надала 5000 лян (186,5 кг) срібла було для перенесення станції вимірювання магнітного поля Землі. Вибір для нового місця припав на Луцзябанг (菉葭浜) в теперішньому Куньшані, приблизно в 50 км на захід від Сюйцзяхвея. У 1908 році було завершено будівництво нової вимірювальної станції, з'єднаної зі штаб-квартирою в Шанхаї прямою телеграфною лінією для полегшення обміну даними. Разом з цією станцією, яка, окрім точного часу також передавала інформацію про погоду, та астрономічною обсерваторією Шешань, де з 1904 року також проводилися геодинамічні дослідження, метеорологічна обсерваторія тепер мала три відділення. У 1908 році була створена посада генерального директора, який знаходився в Сюйцзяхвеї, і якому були підпорядковані всі відділення. На практиці, однак, відділення працювали, в основному, автономно. На додаток до прогнозування погоди, особливо під час літнього сезону тайфунів, також проводилися фундаментальні дослідження сонячних плям, астроспектроскопії, вимірювання сили тяжіння та мікроземлетрусів, особливо в Шешані. У 1932 році Геомагнітна обсерваторія була перенесена з Луцзябанга на пагорб Шешань.
Після заснування Китайської Народної Республіки обсерваторія була націоналізована 12 грудня 1950 року на підставі наказу військового уряду Шанхаю від 11 грудня 1950 року, який, у свою чергу, ґрунтувався на директиві Міністерства закордонних справ у Пекіні. Метеорологічні відділи були передані Бюро метеорології Військового уряду (军委气象局, піньїнь Jūnwěi Qìxiàng Jú), а геодинаміка, дослідження землетрусів і астрономія були передані Китайській академії наук, заснованій в листопаді 1949 року. У 1962 році відділення Шешань і Сюйхуей (район був перейменований після заснування Китайської Народної Республіки) були об'єднані в Шанхайську астрономічну обсерваторію (上海天文台, піньїнь Shànghǎi Tiānwéntái).
Ще в травні 1914 року обсерваторія Сюйцзяхвей передавала сигнал часу по радіо, а з 1930 року вона співпрацювала з Міжнародним бюро часу у визначенні всесвітнього часу. У 1956 році обсерваторія почала транслювати сигнали часу під позивним BPV, а з 1958 по 1981 рік була центральним вимірювачем часу для Китаю. Після зустрічі з прем'єр-міністром Чжоу Еньлаєм 30 вересня 1960 року почалася розробка атомних годинників, спочатку на основі молекул аміаку, потім цезієвих і, нарешті, водневих мазерних годинників. Зараз обсерваторія виготовила вже понад 100 водневих мазерних годинників для продажу, що робить її найбільшим виробником атомних годинників у Китаї. У 1999 році штаб-квартира переїхала до нової 19-поверхової будівлі на вулиці Нандан, 80, у районі Сюйхой у центрі Шанхаю.

## Напрямки досліджень

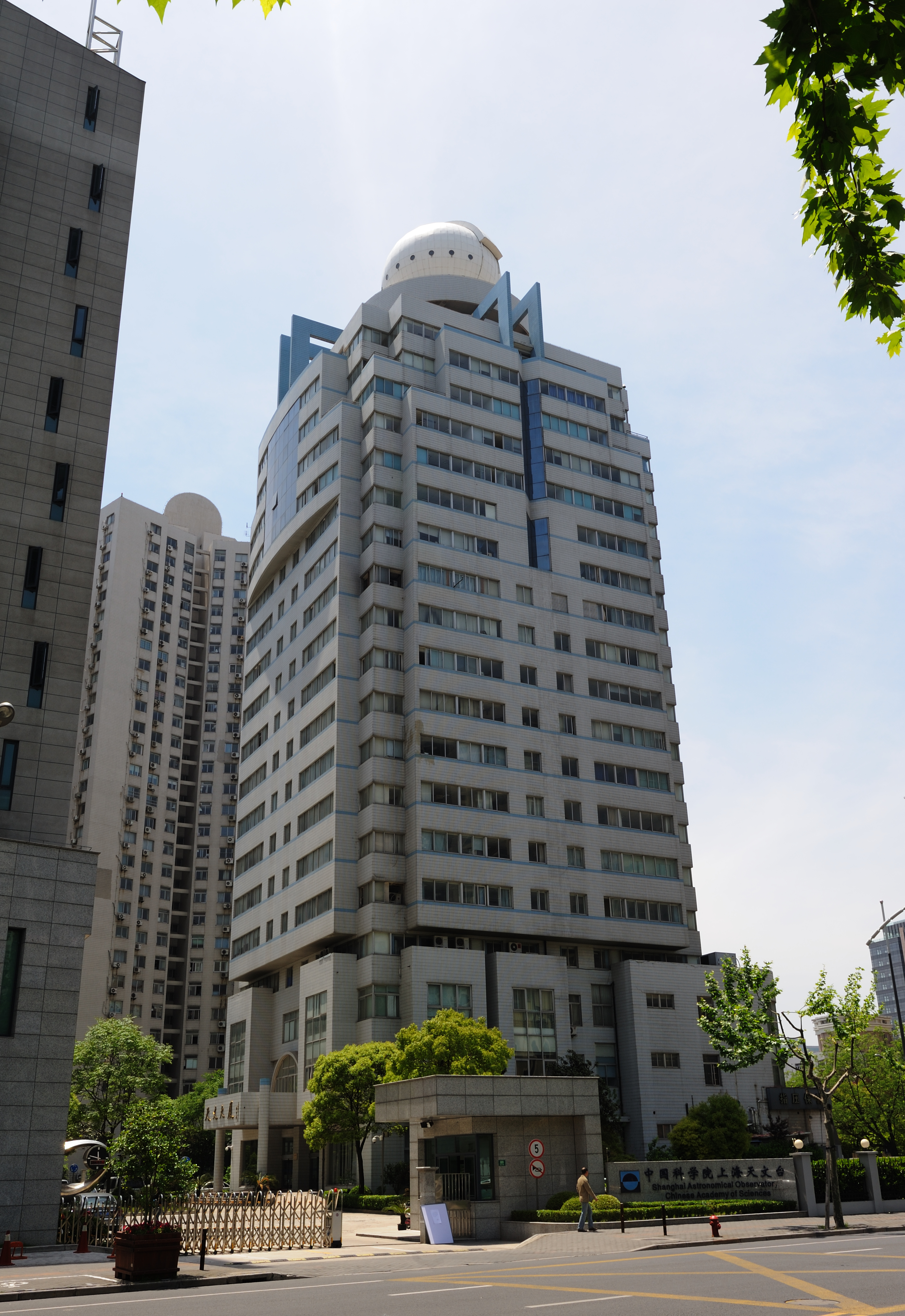
Штаб-квартира на вулиці Нандан, 80

В обсерваторії працюють 46 професорів (станом на березень 2019 року) зі своїми учнями та численні інші науковці. Дослідження проводяться в п'яти основних напрямах.

### Центр астрогеодинамічних досліджень
З липня 1995 року в Центрі астрогеодинамічних досліджень близько 60 науковців і 80 студентів проводять дослідження за наступними напрямами:
– Вимірювання, аналіз та прогнозування змін обертання Землі; дослідження механізмів, які викликають зміни в обертанні Землі; вимірювання морських і земних припливів; визначення астрономічних констант; Дослідження внутрішньої будови планет, гідродинамічних і магнітогідродинамічних процесів, що відбуваються на них, і зв'язку між ними.
– Визначення дрейфу материків і локальних змін у земній корі; визначення зміни положення вимірювальних станцій на земній поверхні відносно центру Землі; визначення положення та власного руху зір і компактних радіоджерел; створення, розширення та підтримка астрономічних систем відліку, їх порівняння; астрономічні дослідження в галузі теорії відносності.
– Теоретичні та практичні дослідження точного визначення орбіт космічних апаратів; теоретичні та практичні дослідження супутникових навігаційних систем, таких як Бейдоу або GPS, для задач позиціонування, космічної погоди та метеорології.
– Лазерна локація супутників та розробка нових технологій для неї; розробка технологій лазерної локації невзаємодіючих цілей, зокрема з метою попередження про аерокосмічні загрози; розробка технологій порівняння часу з використанням лазерів, синхронізація синхронізація космічних і наземних годинників; розробка нових технологій для супутникових лазерних відбивачів.
– Вимірювання та моделювання поля тяжіння Землі та створення його високоточної моделі; дослідження процесів переміщення маси на поверхні землі та в її надрах за допомогою даних змодельованого гравітаційного поля, а також дослідження довгострокових кліматичних змін на Землі.
– Розробка технологій вивчення планет, дослідження процесів в атмосфері, іоносфері та на поверхні планет земної групи та взаємного впливу цих явищ з використанням глобальних навігаційних супутникових систем, радіолокаційних і оптичних датчиків, гравіметрів, висотомірів і радіометрів.
– Дослідження теорії та аналізу похибок вимірювань та обробки даних у всіх галузях космічної техніки, створення та вдосконалення програмного забезпечення для обробки даних у цих галузях; збір і систематизація всіх типів даних спостережень, створення баз даних, їх захист і застосування.

### Відділ астрофізики
Відділ астрофізики тісно співпрацює з Університетом науки і техніки Китаю, керує Пріоритетною лабораторією галактик і космології Китайської академії наук (中国科学院星系和宇宙学重点实验室), а також спільно з Сяменським університетом керує Центром астрофізики (天体物理联合中心). Крім того, відділ бере участь у численних національних та міжнародних астрономічних проєктах, таких як спектроскопічний телескоп LAMOST у Ченде, космічний телескоп Hard X-ray Modulation Telescope, радіотелескоп FAST у Гуйчжоу, Слоанівський цифровий огляд неба, Тридцятиметровий телескоп на Гаваях або Великий синоптичний оглядовий телескоп у Чилі. Близько 45 науковців і 80 студентів працюють у цьому відділі в чотирьох основних сферах:
– Створення теоретичних моделей активних ядер галактик, зокрема акреційних дисків в активних галактичних ядрах малої світності; спостереження особливостей і змін у спектрі радіохвиль активних ядер галактик; теоретична обробка, спостереження та статистична обробка взаємодії між активним ядром галактики та самою галактикою; вивчення рентгенівських подвійних систем із чорною дірою або нейтронною зорею; аналіз теорії акреції чорних дір та її застосування в астрофізиці; дослідження струмів нагріву та охолодження у внутрішньокластерному середовищі, його зв'язку з активними ядрами галактик, формування та впливу космічних променів; спостереження та створення теоретичної моделі радіоджерела Стрілець A*, а також дослідження формування бульбашок Фермі в центрі Чумацького Шляху.
– Динаміка планет і планетних систем; внутрішня будова планет; протопланетні диски та формування планет; екзопланети.
– Компактні зорі, такі як білі карлики або нейтронні зорі; дослідження складних зоряних систем, що складаються з зір або подвійних зір і планет; утворення, структури та еволюції зір і подвійних зір, взаємодії між зорями і планетами; дослідження розсіяних зоряних скупчень і кулястих скупчень у Чумацькому Шляху; спостереження та створення теоретичних моделей хімічної еволюції Чумацького Шляху та проблеми відсутності червоних карликів з низькою металічністю; дослідження особливостей динаміки галактичного диска та його спіральних рукавів, а також їх взаємодії з галактичним гало.
– Утворення, еволюція та розподіл галактик; структура та історія росту темного гало галактик; дослідження космічної реіонізації; коеволюція галактик і активних галактичних ядер; хімічна еволюція найближчих галактик.

### Відділ науки і техніки радіоастрономії
Відділ радіоастрономії, який була заснований з будівництвом 25-метрового радіотелескопа в Шешані в 1986 році, тісно залучений до Східно-Азійської РНДБ-мережі та Європейської РНДБ-мережі. В Інноваційному центрі радіоастрономічних досліджень і технологій (射电天文研究与技术创新中心), в Радіоастрономічній спостережній базі (射电天文观测基地) в Шешані, в Радіоастрономічній лабораторії (射电天文技术实验室) на вулиці Нандан і в РНДБ-центрі (VLBI中心) в Т'янмі працюють над такими проєктами:
– Пошук пульсарів і вивчення їхніх механізмів випромінювання, історії еволюції та внутрішньої структури за допомогою 65-метрового радіотелескопа в Т'янмі з метою отримання даних для встановлення стандартів часу на основі пульсарів і для автоматичної навігації в далекому космосі.
– Координація китайської РНДБ-мережі (中国VLBI网); розробка програмного забезпечення eVLBI для швидкої передачі даних між антенами в Урумчі, Міюні, Кунміні, Т'янмі, Шешані і базою.
– Кореляція РНДБ-даних в РНДБ-центрі Т'янма для задач геодезії та астрометрії, дослідження локальних змін земної кори в Китаї, відстеження орбіт китайських космічних зондів у далекому космосі.
– Робота станції в Шешані для Глобальної РНДБ-системи обсерваторій (VLBI Global Observatory System, VGOS) з невеликою, швидкоповоротною параболічною антеною діаметром 13,2 м, що включає глобальні навігаційні супутникові системи та лазерну локацію супутників.
– Подальше удосконалення системи збору даних власної розробки CDAS (Chinese VLBI Data Acquisition System), встановленої на всіх станціях китайської РНДБ-мережі.

### Лабораторія оптичних астрономічних приладів
Понад 50 років близько 30 вчених та інженерів розробляли тут різні типи оптичних телескопів, наприклад, 1,56-метровий рефлектор, встановлений на вершині пагорба Шешан у 1987 році. Тепер ця лабораторія працює в наступних напрямках:
– Телескопи з ПЗЗ-камерами.
– Покращення 1,56-метрового рефлектора для точного спостереження супутників.
– Дистанційне та автоматичне спостереження неба.
– Оптична інтерферометрія з кількома телескопами.

### Лабораторія передавачів часу та частоти

Часокуля обсерваторії на Вайтані (1897)

Цей відділ бере свій початок від «Обсерваторії на Вайтані» (外滩天文台) — сигнальної вежі єзуїтської метеорологічної обсерваторії в Сюйцзяхвеї (徐家汇观象台), де з 1884 року використовувався механізм часокулі, щоб дати морякам можливість синхронізувати їхні корабельні хронометри. Сьогодні в цьому відділі працюють близько 30 науковців та інженерів за такими напрямками:
– Підвищення надійності активних водневих мазерних годинників.
– Розробка активних водневих мазерних годинників для космічних станцій.
– Розробка різних типів пасивних водневих мазерних годинників.
– Розробка пасивних водневих мазерних годинників для супутників.
– Дослідження теорії, технології та методології вимірювання часу та частоти.
– Дослідження технології таймерів для навігаційних супутників.
– Дослідження нових форм стандартів частоти.
– Виробництво водневих мазерних годинників для продажу.

## Телескопи
- 1,56-метровий оптичний телескоп-рефлектор[29]
- 60-сантиметровий лазерний телескоп[de][30]

## Радіотелескопи
- 25-метровий радіотелескоп Шешань[de] (SH25) поблизу Шанхая[31]. Цей радіотелескоп розташований всього за кілька кілометрів від нового 65-метрового радіотелескопа Тьянма і може працювати разом з ним, як один телескоп з кращими характеристиками. Телескоп був побудований в 1986 році і має 6 приймачів в діапазоні від 1,3 до 18 см. Телескоп бере участь у Європейській РНДБ-мережі з 1993 року[32].
- 65-метровий радіотелескоп Тьянма поблизу Шанхая (SH65). Повністю рухомий, з активною поверхнею. Діапазон частот 1–50 ГГц, приймач для діапазонів L, S, X, C, Ku, K, Ka, Q. Рішення про будівництво було прийнято в 2008 році, перший камінь закладено в кінці 2009 року, будівництво почалося в 2010 році, перше світло отримано 26 жовтня 2012 року, а через два дні телескоп був офіційно відкритий. Верхні діапазони частот були розширені до 2015 року[33]. Висота 79 метрів, вага 2700 тонн[34][35].
- 13,2-метровий радіотелескоп VGOS поруч із SH25 у Шешані. Закладання першого каменя відбулося 8 березня 2017 року[36]. Через просторову близькість до більшої параболічної антени виникла проблема затінення, яка була вирішена шляхом розміщення нової антени на цоколі висотою 14,5 м[37]. Перші тестові вимірювання з антеною відбулися 14 вересня 2018 року[38], штатна робота почалася в травні 2021 року[19]. Антена, розрахована на термін служби не менше 20 років. Працює в діапазоні частот 2-14 ГГц з можливістю подальшого розширення до діапазону Ka. Завдяки відносно невеликим розмірам антену можна швидко повертати горизонтально зі швидкістю 12°/с і вертикально зі швидкістю 6°/с[39].

З 15 вересня 2023 року Шанхайська астрономічна обсерваторія будує новий 40-метровий радіотелескоп у 35 км на захід від Самджубзе, на півдні Тибету, на висоті 4100 м над рівнем моря. Цей радіотелескоп має стати частиною китайської мережі VLBI. Він також призначений для підтримки безпілотних місій на Місяць і в глибокий космос у межах Китайської мережі глибокого космосу. Обсерваторія розташована в безлюдній місцевості, вільній від електромагнітних перешкод, між селами Ченкунь (陈村) і Цзялі (加列村). Повністю рухомий і точно регульований багатоцільовий телескоп розроблений з вісьмома охолоджуваними приймачами в діапазоні частот від 1 ГГц до 100 ГГц. Початок дослідної експлуатації телескопа запланований на кінець 2024 року. Усі роботи мають бути завершені до кінця 2025 року, щоб телескоп міг використовуватися в місячній місії Чан'е-7, запланованій на кінець 2026 року, та астероїдній місії Тяньвень-2, яка розпочнеться в 2025 році і триватиме щонайменше 11 років.
Паралельно Шанхайська обсерваторія будує ще один 40-метровий телескоп у горах Чанбайшань у провінції Цзілінь, на кордоні з Північною Кореєю. Станція Чанбайшань (长白山观测站) розташована в промисловому лісі Ма'аньшань (马鞍山林场施业区) лісництва Сунцзянхе, у 22 км на південний схід від міста, в повіті Фусун префектури Байшань. Завдяки двом радіотелескопам Національна астрономічна обсерваторія Китайської академії наук зможе одночасно спостерігати за двома космічними кораблями.

## Радіоінтерферометрія

### Радіоастрономія
Ще наприкінці 1940-х років астрономи США та Великої Британії об'єднали та наклали сигнали радіотелескопів на відстані кількох кілометрів один від одного. За допомогою цих так званих радіоінтерферометрів було досягнуто значно вищої роздільної здатності, ніж за допомогою окремих телескопів. Пізніше, у середині 1960-х років, радянські астрономи запропонували записувати сигнали з космосу на високошвидкісні магнітні стрічки разом із прив'язкою часу, яку забезпечували тогочасні рубідієві атомні годинники. Потім магнітні стрічки з обсерваторій, розташованих далеко одна від одної, треба було перенести в центр обробки даних і спільно обробити. Перші реальні спостереження за допомогою цього методу, відомого як радіоінтерферометрія з наддовгою базою, або скорочено РНДБ, були проведені американськими та канадськими обсерваторіями в березні 1967 року. У жовтні 1969 року вперше були проведені спільні міжконтинентальні РНДБ-спостереження американськими й радянськими обсерваторіями.
У той час у Китаї вирувала Культурна революція, ворожа до освіти й особливо до фундаментальних досліджень. Проте вчені Шанхайської астрономічної обсерваторії продовжували стежити за подіями за кордоном. Було виявлено, що точність РНДБ-спостережень була на один-два порядки вище, ніж традиційний метод, і існували побоювання, що Китай може відстати від закордонних науковців. Шанхайська обсерваторія мала досвід створення атомних годинників з 1960 року — тоді обсерваторія була центральним вимірювачем часу в Китаї — і тепер вирішила розробити водневі мазерні годинники та інші технології, необхідні для інтерферометрії з довгою базою. З ініціативи Є Шухуа (叶叔华, * 1927), який очолював дослідницьку групу синхронізації з 1958 року, в 1973 році в обсерваторії була створена дослідницька група радіоастрономії (射电天文研究小组), яка у грудні 1975 року в Китайській академії наук провела техніко-економічне обґрунтування до РНДБ-спостережень.
Після завершення Культурної революції в 1976 році інтерферометр з довгою базою був включений в 1978 році як пріоритетний проєкт у Восьмирічний астрономічний план Академії наук (中科院天文八年规划), який діяв до 1985 року, а радіоастрономічний науковий гурток був розширений до Лабораторії радіоастрономії (射电天文研究室). У грудні 1978 року в Шанхаї відбулася конференція за участю представників Китайської академії наук і Четвертого міністерства машинобудівної промисловості (попередника сучасного Міністерства промисловості та інформаційних технологій), яке тоді відповідало за електроніку, щоб обговорити можливість створення китайської РНДБ-мережі зі станціями в Шанхаї, Куньміні та Урумчі, тобто на сході, півдні та заході Китаю. План був схвалений Академією наук у березні 1979 року, але через фінансову ситуацію на той час спочатку передбачалося встановити лише одну станцію в Шанхайській астрономічній обсерваторії. У квітні 1979 року Є Шухуа був призначений заступником директора Шанхайської обсерваторії.
Щоб перевірити технологію, було побудовано невелику параболічну антену діаметром 6 м, а в листопаді 1981 року під керівництвом Є Шухуа, директора обсерваторії з жовтня того ж року, були проведені перші німецько-китайські РНДБ-спостереження спільно з Еффельсберзьким радіотелескопом. Після цього успішного випробування в 1981 році почалося планування 25-метрової антени та центру обробки даних на східному схилі пагорба Шешан. Антена була урочисто відкрита в жовтні 1987 року і брала участь у міжнародних РНДБ-проєктах з 1988 року. Однак будівництво станцій у Куньміні та Урумчі було відкладено з фінансових причин. 25-метровий радіотелескоп у горах Наньшань на південь від Урумчі спільно будували Шанхайська та Урумчійська обсерваторії починаючи з 1991 року, і він був введений в експлуатацію в 1993 році. Спостережна база Шешань (佘山VLBI观测基地) з центром обробки даних, де об'єднують дані з усіх радіотелескопів мережі, почала регулярну роботу в 1998 році. У 2000 році китайська РНДБ-мережа (中国甚长基线干涉测量观测网) була офіційно затверджена.

### Космічні подорожі
Після того, як Китайська академія наук запропонувала місію з дослідження Місяця в 1991 році і таким чином започаткувала китайську місячну програму, яка на той час фінансувалася Національною програмою розвитку високих технологій, відбулася низка конференцій для науковців і представників промисловості, які займалися розробкою цієї програми. Шанхайська астрономічна обсерваторія брала участь у проєкті з 1994 року, починаючи з симпозіуму з технічних аспектів дослідження Місяця, організованого Китайською академією ракетної техніки. Обсерваторія мала визначати положення зондів та їхню траєкторію за допомогою РНДБ-інтерферометрії з використанням наявних антен в Шешані та Урумчі.
Щоб набути досвіду застосування РНДБ-інтерферометрії космічних апаратів, Шанхайська обсерваторія спочатку брала участь у закордонних місіях. Спостережна база в Шешані, яка на той час ще перебувала на етапі випробувань, підтримала НАСА у вересні 1997 року для дослідження руху Mars Global Surveyor біля Марса. Наприкінці грудня 2004 року — на початку січня 2005 року вона підтримала спостереженнями місію Кассіні-Гюйгенс під час наближення посадкового модуля Гюйгенс до супутника Сатурна Титан. У цих експериментах спостереження не обробляли в реальному часі, а лише після об'єднання даних, що зберігалися на носіях даних.
На етапі планування місячної програми, яка офіційно стартувала 24 січня 2004 року, Шанхайська обсерваторія запропонувала тодішній Комісії з питань науки, технологій і промисловості національної оборони проводити РНДБ для космічних цілей на трьох спостережних станціях та розширити центр обробки даних. Пропозицію схвалила Комісія з оборонних технологій. 10-метрова параболічна антена поблизу Куньміна, яка використовувалася Юньнаньською астрономічною обсерваторією для спостережень за Сонцем, була перетворена на РНДБ-станцію. Крім того, спостережна база Шешань мала бути переобладнана, щоб дані могли передаватись напряму та швидко оброблятися за допомогою програмного забезпечення eVLBI. Тоді Шанхайська обсерваторія обіцяла досягти максимального часу обробки 10 хвилин. Реальний час обробки, досягнутий під час місії Чан'е 1, запущеної 24 жовтня 2007 року, становив 6 хвилин, але пізніше завдяки створенню окремого РНДБ-центру для дослідження далекого космосу (VLBI深空探测指挥控制中心) на радіотелескопі Тьянма був скорочений до 1 хвилини.
Коли радіотелескопи діють як РНДБ-система Китайської мережі глибокого космосу, орбітальні дані, визначені командним центром дослідження далекого космосу, надходять безпосередньо в центр управління в Пекіні, де розраховуються будь-які маневри, необхідні для корекції орбіти. Відповідні команди космічним апаратам передають з військових станцій далекого космічного зв'язку, які, на відміну від радіотелескопів Академії наук, мають не тільки приймачі, а й передавачі.